# Aeroprakt A-36
А-36 — український легкий літак, розроблений в ТОВ «Аеропракт» під керівництвом Ю.Яковлева. Є подальшим розвитком літака А-26. Випускається під замовлення.

## Опис
A-36 — двомоторний, двомісний літак. З метою збільшення дальності польоту на А-36 встановлено два чотиритактних двигуни Rotax-912S. А-36 призначений для польотів над територіями, де вимушена посадка через відмову двигуна надзвичайно небажана або неможлива (море, гори, ліс, пустеля тощо).
Літак має змішану конструкцію (суцільнометалеві крило, оперення, хвостова балка та склопластикові передня частина фюзеляжу, капоти двигунів, залізо). А-36 оснащений суцільноповоротним горизонтальним оперінням, електромеханічними триммерами рулів висоти і напряму, бічною ручкою управління. На А-36 можливий зліт і продовження польоту на одному з двигунів.

## Конструкція
А-36 побудований за аеродинамічною схемою підкісні високоплана з Т-подібним хвостовим оперінням.
Конструкція змішана: крило, оперіння і хвостова балка виконані з алюмінієвих сплавів; передня частина фюзеляжу, капоти двигунів, залізо — з склопластику.
Крило пряме. Горизонтальне оперення виконано суцільноповоротним. Рулі висоти і напряму забезпечені електромеханічними триммерами. Шасі не прибирається, триопорне з хвостовим колесом. Колеса основних стійок шасі закриті обтікачами. Силова установка складається з 2 поршневих чотиритактних двигунів повітряного охолодження «Ротакс-912S» з трилопатевими штовхаючими повітряними гвинтами. Кабіна закрита з великою площею скління. Для підвищення комфорту в тривалих польотах встановлена бічна ручка керування, підлокітники, регульовані в польоті крісла, вентиляція кабіни. За бажанням замовника може встановлюватися автопілот. За кабіною є багажний відсік, розрахований на 100 кг вантажу.